# Bolton Wanderers FC

Logo vechi

Bolton Wanderers FC este un club de fotbal din Lostock, zona metropolitană Bolton, Anglia, care evoluează în Football League One.

## Sponsori
- 1874–1980: Fără sponsori.
- 1980–1981: Knight Security.
- 1981–1982: Bolton Evening News.
- 1982–1983: Trustee Savings Bank.
- 1983–1986: HB Electronics.
- 1986–1990: Normid Superstore.
- 1990–prezent: Reebok.[2][3]